# كوجي أسانو
كوجي أسانو (باليابانية: 浅野浩司) هو ملحن ياباني، ولد في 26 أبريل 1974.

## وصلات خارجية
- كوجي أسانو على موقع ميوزك برينز (الإنجليزية)
- كوجي أسانو على موقع أول ميوزيك (الإنجليزية)
- كوجي أسانو على موقع ديسكوغز (الإنجليزية)